# A Tisza
A Tisza Petőfi Sándor széles körben ismert költeménye, egyike legszebb tájleíró verseinek, iskolai tananyag. 
Először Pesten a Honleányok Könyve első füzetében jelent meg 1847. május 5-én.

## Keletkezése, kiadása
Petőfi 1846. nyár végén járt a Felső-Tisza vidékén, akkor kereste fel Kölcsey Ferenc szatmárcsekei sírját is. Szatmárcsekén október elején Luby Zsigmondnál tartózkodott. Ebben az időszakban kirándulást tett(ek) Luby Zsigmond szülőfalujába, a Tisza és a Túr találkozása mellett fekvő Nagyarba (Nagy-Arr).
A Tisza élményi alapja ez a kirándulás, de a verset a költő nem ott helyben, hanem már Pesten írta és 1847. februárra befejezte. A Honleányok könyvének (Honleányok könyve, közhasznu isméretek terjesztésére a gyöngéd nőnem körében) első füzete a tervezett február vége helyett csak május 5-én jelent meg, benne többek között Petőfi költeményével.

## A Tisza
Nyári napnak alkonyúlatánál
Megállék a kanyargó Tiszánál
Ott, hol a kis Túr siet beléje,
Mint a gyermek anyja kebelére.
A teljes vers a Wikiforrásban.
A Tisza nagyrészt múlt időben íródott, és bár tájleíró vers, egy egyszerű kis „történet”-re épül. A költő – napjainkban az irodalmárok úgy mondják: „a vers beszélője” vagy „a lírai én” – egy nyári útja során megállt a Tisza-parton gyönyörködni az alkonyatban; a táj szépsége és nyugalma mélyen meghatotta. Az összesen 15 versszakból 11 versszak ezt a szinte idilli látványt és lírai hangulatot örökíti meg. 
Este, a tanyán elköltött vacsora közben a társai véleményével szemben a költő (a vers beszélője) „védelmébe vette” a szelídnek tartott folyót. Napokkal később arra ébredt, hogy a jámbornak mondott Tisza áttörte a gátat és elárasztotta a vidéket. – Ez a vers alaphelyzete. 
A nagyobbik első rész a földrajzi hely pontos megadásával, egy szép hasonlattal és megszemélyesítésekkel kezdődik: a kis Túr „siet”, a Tisza ráérősen „ballag le” a medrében. A leírás a szemlélőtől indul („Ahol álltam…”) és fokozatosan távolodik, nyílik ki a kép. Szinte semmi nem mozdul, mégis minden él: a tájat élettel tölti meg az igék és a szóképek – hasonlatok, metaforák és főként megszemélyesítések – sora.
A szelíd folyó vigyázott, nehogy „a nap sugára / megbotoljék habjai fodrába'”. A sugarak a vízen „táncot jártak”; a föveny-szőnyeg terítve „tartott” a mezőnek; az erdőre „üszköt vet” az alkony, „mintha égne s folyna vére”. Közben a leírás jelen időre vált, szinte már benne élünk, – a túlparti kép pedig távlatot kap: a bokrok közti nyíláson át „Látni távol kis falucska tornyát” –, és csak két versszak után tér vissza múlt időre, a „Boldog órák szép emlékeképen”. A szélesre nyílt tájképet fenn az égen úszó „rózsafelhők”, a messzeségben a „mármarosi bércek” keretezik, és az így befejezett látványról a leírás visszaérkezik az elbeszélőre: „rám merengve néztek / Ködön át a mármarosi bércek”.
„Semmi zaj” – folytatódik a költemény. A hangokra, illetve hiányukra eddig csak egyetlen szó utalt a versben: a réten túli erdő „néma” méltósága; (a 3. versszakban a „csengés-pengés” nem reális, hanem csak elképzelt hang). A távolból hallható malomzúgás, „mint szúnyog dongása”: nem megtöri, hanem inkább érzékelteti „az ünnepélyes csend”-et. A túlsó parton feltűnő egyetlen alak, a vizet merítő pór menyecske alakja mozgást hoz a képbe – „Rám nézett át; aztán ment sietve” – hogy azután eltűnése még hangsúlyosabbá tegye a táj háborítatlan nyugalmát. Ezzel zárul a költemény nagyobbik leíró rész.
A szereplő-elbeszélő, aki eddig is jelen volt a versben, itt teljesen előlép: érzelmeit nem a táj leírásával, hanem közvetlenül foglalja szavakba („lelkem édes, mély mámorba szédült”) és már nem csak a folyó, hanem a természet szépségéről beszél. Elragadtatását a következő versszak himnikus vagy ódai emelkedettségű sorai érzékeltetik ismétléssel, megszólítással „(Oh, természet, oh dicső természet!)”, költői kérdéssel.
A további két átmeneti strófában megszűnik a varázs, a költő (a vers beszélője) hangot vált. Egyszerű, szinte prózai stílusban („Többek között szóltam én…”) ír a tanyai esti beszélgetésről, amikor a Tiszát „a föld legjámborabb folyójá”-nak nevezte. 
A két befejező versszakban a „félrevert harang zúgásá”-val és a gáttalanul kiáradó Tisza leírásával a korábbi idill az ellentétébe fordul: a Tiszának itt is megszemélyesített (antropomorfizált), de már vadul tomboló képét látjuk. A költemény elején és végén is egy-egy hasonlat áll: de a verskezdő nyugalmas kép („Mint a gyermek anyja kebelére”) helyét a verszáró rémisztő kép („Mint az őrült, ki letépte láncát”) veszi át. A folyó, mely kezdetben még „Nem akarta, hogy a nap sugára / Megbotoljék habjai fodrába'”, – most immár „El akarta nyelni a világot!” Ez a nagyhatású, szinte továbbgondolásra ingerlő kép zárja a költeményt. 

## A versről írták
Ferenczi Zoltán leírja, hogy a vers két külön képből áll. A hosszabbik első rész (11 versszak) az alkonyat és a szelíd folyó, a két utolsó versszak pedig a korlátait áttörő folyó képe. Az egészet líraivá teszi, hogy benne a költő „magát, mint cselekvő szemlélőt szerepelteti”. A részletesen kiszínezett első rész egy alkonyati csendes tiszai táj, „s ezzel együtt a lélek nyugalmas békéjének rajza, …a költő hangulatának tükre.” A vers a természetet magasztaló 11. versszakkal végződhetne. „Ámde a költemény fő eszmei tartalmát az teszi, hogy a puszta e fő folyója látszó andalító nyugalma mellett magában hordja a korlátlanság, a féktelen csapongás elemeit; mert a puszta gyermeke. Ebben a költő önjellemzést ad s ebben áll a költemény jelképes vonatkozása.”
A Tisza részletes elemzésében Horváth János bemutatja, ahogy a versben a tiszai táj „lyraivá elevenedik” és fokozatosan a természet szimbólumává nő (a 11. versszakra), „s azt hinnők, ez elragadtatott lyraiság különválásával be kell fejeződnie a költeménynek”. Ugyanezt írta Ferenczi Zoltán is, Horváth János azonban így folytatja: „S minden jel arra vall, hogy a következő rész – a megvadult Tisza képe – csak utólagos ragaszték. Az eddig rajzolt szelíd Tisza-kép mellé u. i. némi elbeszélő előkészület után, ellendarabúl veti oda a költemény a kiáradt, megvadult Tisza képét s ez által a rajzolt tájkép elveszti önállását… Úgy vélem, hogy a költő ihletében eredetileg nem volt benne a kétféle Tisza szembeállításának a szándéka”. 
Nemes Nagy Ágnes:
„A Tiszában, ebben az ártatlannak tűnő tájleíró versben a költészet legszélsőségesebb szándékai, mondhatnám, kísértései találhatók. (…) 
Azt is mondhatnánk: a romantika tipikus ellentét-technikájával van itt dolgunk, halknak és hangosnak, idillinek és indulatosnak, szelídnek és félelmesnek stb.-nek és stb.-nek szembeállításával. Igaz is volna ez, csak kis igazság volna. Nagyobb igazságnak tartom, ha A Tiszát egy lelkiállapot, sőt annál is több: egy lelki alkat rajzának nevezzük. A Tiszát én valósággal Petőfi önarcképének tekintem, és mert nem annak szánt, annál jellemzőbb önarcképnek. Jelen van benne egy intenzív, boldog világbefogadás és egy extenzív, világot benyelő indulat együttese”.
A Tisza „…a magyar líratörténet kétségkívül alapvető költeménye, amelyről azonban – hasonló esetekben inkább jellemző, mint váratlan módon – nem sok részletes elemzés született.”